# In 3 Tagen bist du tot
In 3 Tagen bist du tot é um filme Austríaco de suspense e terror lançado em 2006. É dirigido por Andreas Prochaska e estrelado por Sabrina Reiter, Julia Rosa Stöckl, Michael Steinocher e Nadja Vogel.